# Bo Johansson (musikpedagog)
Bo "Bosse" Gustav Johansson, född 11 september 1943 i Värnamo församling, Jönköpings län, död 10 maj 2016 i Vällingby församling, Stockholms län, var en svensk musikpedagog och kördirigent, musikdirektör samt musiklärare vid Adolf Fredriks musikklasser i Stockholm 1971–2010. Vid sin pensionering blev han förärad titeln "Kung av Adolf Fredrik".

## Biografi
Johansson grundade Adolf Fredriks flickkör 1972, med vilken han så småningom vann internationell ryktbarhet. Kören har med stor framgång deltagit i ett stort antal internationella körtävlingar och festivaler. 2010 sjöng Adolf Fredriks Flickkör vid Storkyrkans entré i samband med vigseln mellan kronprinsessan Victoria och prins Daniel. Med över 300 inbjudna tidigare flickkörssångare i kören, samt med flera tidigare flickkörssångare som senare blivit professionella sångare, genomförde Johansson sin avslutningskonsert med Adolf Fredriks Flickkör ("Bosse Grand Final!") i Filadelfiakyrkan i Stockholm 22 januari 2011.
1965 grundade Johansson Bromma kammarkör som under dryga två decennier utgjorde en av svenskt körlivs progressiva krafter, främst när det gällde framföranden av samtida körmusik. 1990 grundades Stockholms Vocalis Ensemble, en vokalgrupp med en generation flickor som tidigare varit flickkörsmedlemmar..
Johansson är tillsammans med Gitten Skiöld medförfattare till Musikboken – En första bok om klassisk musik som gavs ut av Rabén & Sjögren 1998. Boken illustrerades av Fibben Hald.
Han var flitigt anlitad som föreläsare, inspiratör och workshopledare i ämnet barn- och ungdomskör, och inbjöds ofta för att ingå i juryer vid internationella körtävlingar.

## Priser och utmärkelser
- 1979 – Svenska grammofonpriset för Twixt Dream and Reality – Musik av Ives, Lewkovitch, Kaufmann, Lidholm, Rabe med Bromma kammarkör
- 1986 – Årets körledare
- 1986 – Norrbymedaljen
- 1987 – Edition Reimers "Kristallen den fina"
- 1994 – Värnamo Kommuns Kulturstipendium
- 1996 – Axel och Margaret Ax:son Johnsons musikpedagogiska pris
- 1999 – Ledamot nr 930 av Kungliga Musikaliska Akademien
- 1999 – Rosenborgs-Gehrmans musikpedagogiska pris
- 1999 – Ambassadör i det internationella körprojektet "Songbridge"
- 2001 – Årets barn- och ungdomskörledare
- 2009 – Medaljen för tonkonstens främjande
- 2009 – H.M. Konungens medalj i 8:s storleken med högblått band "för framstående insatser inom svenskt körliv"
- 2009 – Pro Patrias guldmedalj i 8:e storleken "för medborgerliga förtjänster"

## Diskografi
- Cantemus 2, Adolf Fredriks flickkör (Caprice)
- Goder afton, mitt herrskap!, Adolf Fredriks flickkör (Egen utgivning, distribution via Flickkören)
- Like Crystal That's Gleaming, Adolf Fredriks flickkör (Egen utgivning, distribution via Flickkören)
- I'm Here. And You?, Adolf Fredriks flickkör (Swedish Society Discofil/Naxos)
- O makalösa stjärna, Adolf Fredriks flickkör med orkester (Egen utgivning, distribution via Flickkören)